# 1914 au Manitoba
Chronologie du Manitoba
- 1910
- 1911
- 1912
- 1913
- 1914
- 1915
- 1916
- 1917
- 1918

Cette page concerne des événements d'actualité qui se sont produits durant l'année 1914 dans la province canadienne du Manitoba.

## Politique
- Premier ministre : Rodmond Palen Roblin
- Chef de l'Opposition :
- Lieutenant-gouverneur : Douglas Colin Cameron
- Législature :

## Naissances
- 11 août : Rudy Pilous (né à Winnipeg — mort le 5 décembre 1994) est un joueur et entraîneur professionnel canadien de hockey sur glace. Il a remporté la coupe Stanley avec les Black Hawks de Chicago en 1960-1961[1].

- 28 novembre : Modere Fernand Bruneteau, dit Mud, (né à Saint-Boniface – mort le 15 avril 1982 à Houston dans l'état du Texas aux États-Unis à l'âge de 67 ans) était un joueur de hockey sur glace.